# Açúcar

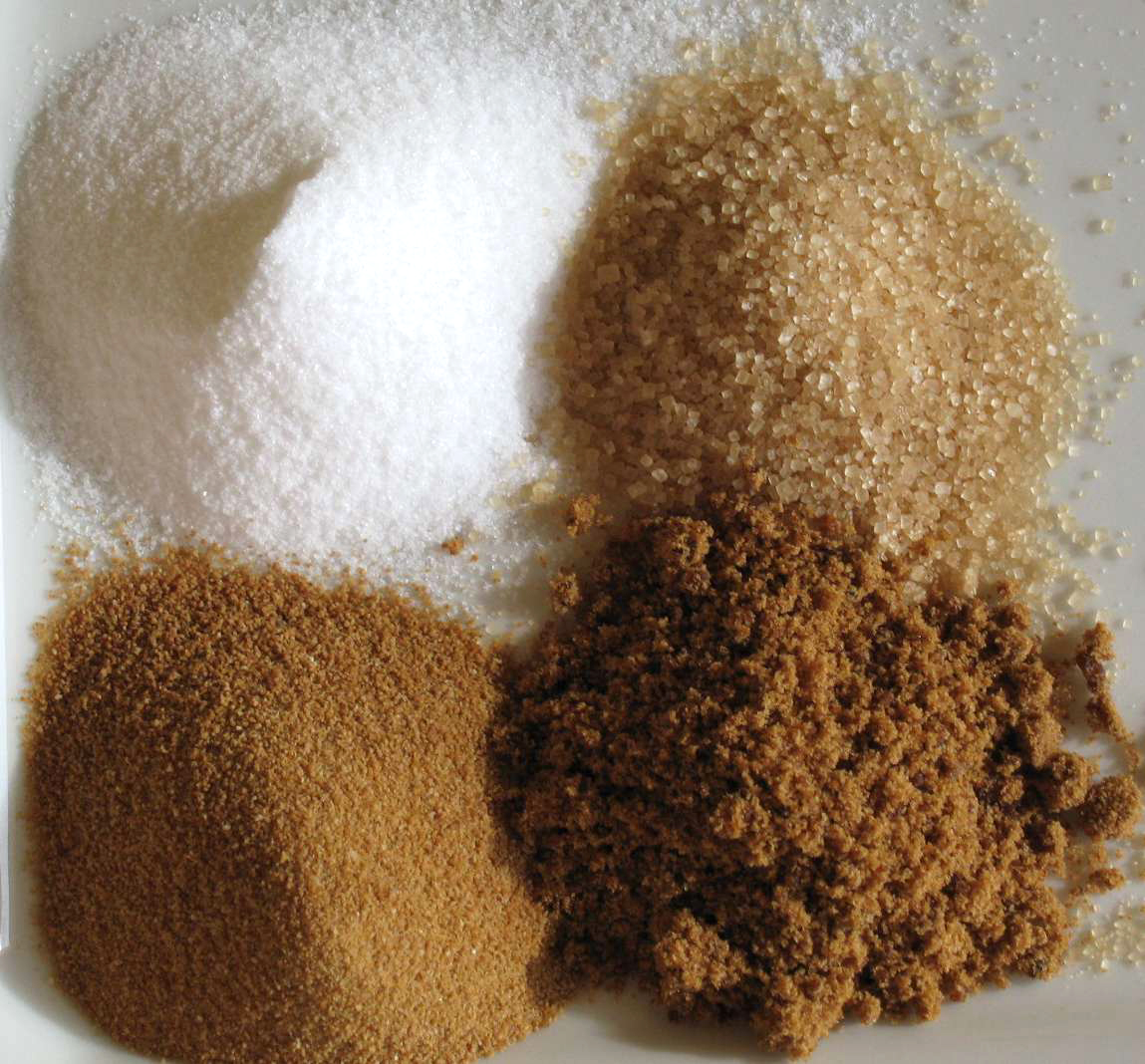
Açúcares (sentido horário a partir do canto superior esquerdo): branco refinado, não-refinado, cana não-processada, marrom.

O açúcar é um termo genérico para carboidratos cristalizados comestíveis, principalmente sacarose, lactose e frutose. Especificamente, monossacarídeos e oligossacarídeos pequenos. A sua principal característica é o sabor adocicado. Em culinária, quando se fala em "açúcares", costumam se excluir os polióis da definição de açúcar, restando todos os monossacarídeos e dissacarídeos. No singular, "açúcar" costuma se referir à sacarose, identificando outros açúcares por seus nomes específicos (glicose, frutose, etc.).
A produção e o comércio de açúcar influenciaram a história de várias maneiras. Em tempos modernos, o  açúcar influenciou o colonialismo, a escravidão, migrações domésticas e internacionais e guerras. O açúcar possui uma propriedade, a triboluminescência, que faz com que ele brilhe quando friccionado. A pessoa que cuidava desse açúcar se chamava Mestre de Açúcar. Ele cuidava da fabricação mas, ao contrario dos escravos, era pago para trabalhar.

## Riscos à saúde
Seu uso excessivo pode causar doenças coronárias, diabetes tipo II, problemas neurológicos, doença renal crônica, problemas de aprendizagem e síndrome metabólica, e seu uso está associado a doença hepática gordurosa não alcoólica.

## Etimologia

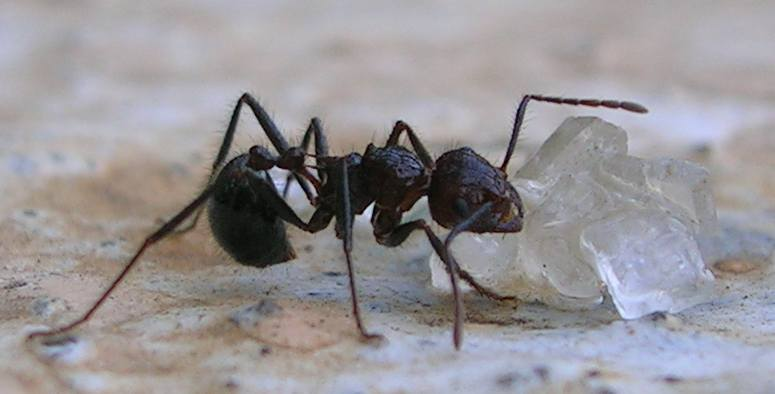
Formiga alimentando-se de cristais de açúcar

A palavra "açúcar" tem sua origem no termo árabe "as-sukkar" (السكر), que por sua vez deriva do sânscrito "çarkara" (शर्करा), que significava "areia" ou "grão de areia". O termo sânscrito foi emprestado para o persa antigo como "shakar", e então passou para o árabe, onde se tornou "as-sukkar". A partir do árabe, o termo foi introduzido na Europa durante a Idade Média, provavelmente por meio das Cruzadas e das interações comerciais com o mundo árabe, e assim se tornou parte do vocabulário das línguas europeias, incluindo o português.

## História

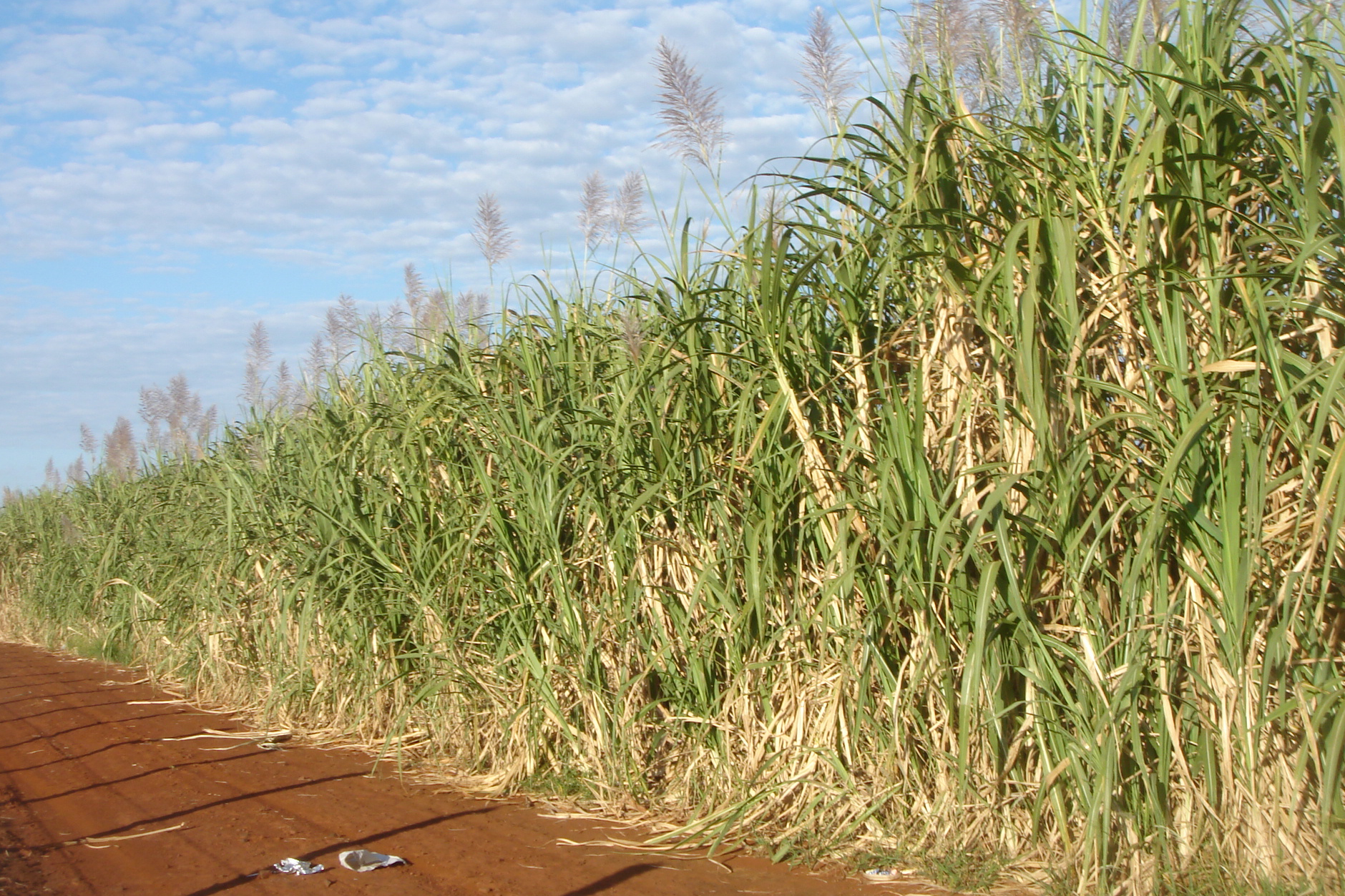
Plantação de cana-de-açúcar em São Paulo

A cana-de-açúcar é originária da Índia. Açúcar foi produzido no subcontinente indiano desde a antiguidade. Porém não era de fácil acesso: o mel era usado com maior frequência para se adoçar os alimentos na maior parte do mundo.[carece de fontes?] Uma das primeiras menções à cana-de-açúcar aparece em manuscritos antigos de chineses datados do oitavo século antes de Cristo. Ao redor de 500 a.C., habitantes do subcontinente indiano faziam grandes cristais de açúcar para facilitar o transporte e armazenamento. Esses cristais, chamados khanda (खण्ड), são semelhantes aos pães de açúcar que eram a principal forma de açúcar até o desenvolvimento de açúcar granulado e em cubos no final do século XIX. [carece de fontes?]

O açúcar se manteve razoavelmente pouco importante até que os indianos descobriram métodos de transformar caldo de cana em cristais de açúcar, que eram mais fáceis de se armazenar e transportar. O açúcar cristalizado foi descoberto no tempo da dinastia Gupta, ao redor do século V. Navegantes indianos levaram açúcar por várias rotas de comércio. Monges budistas viajantes levaram métodos de cristalização de açúcar para a China.

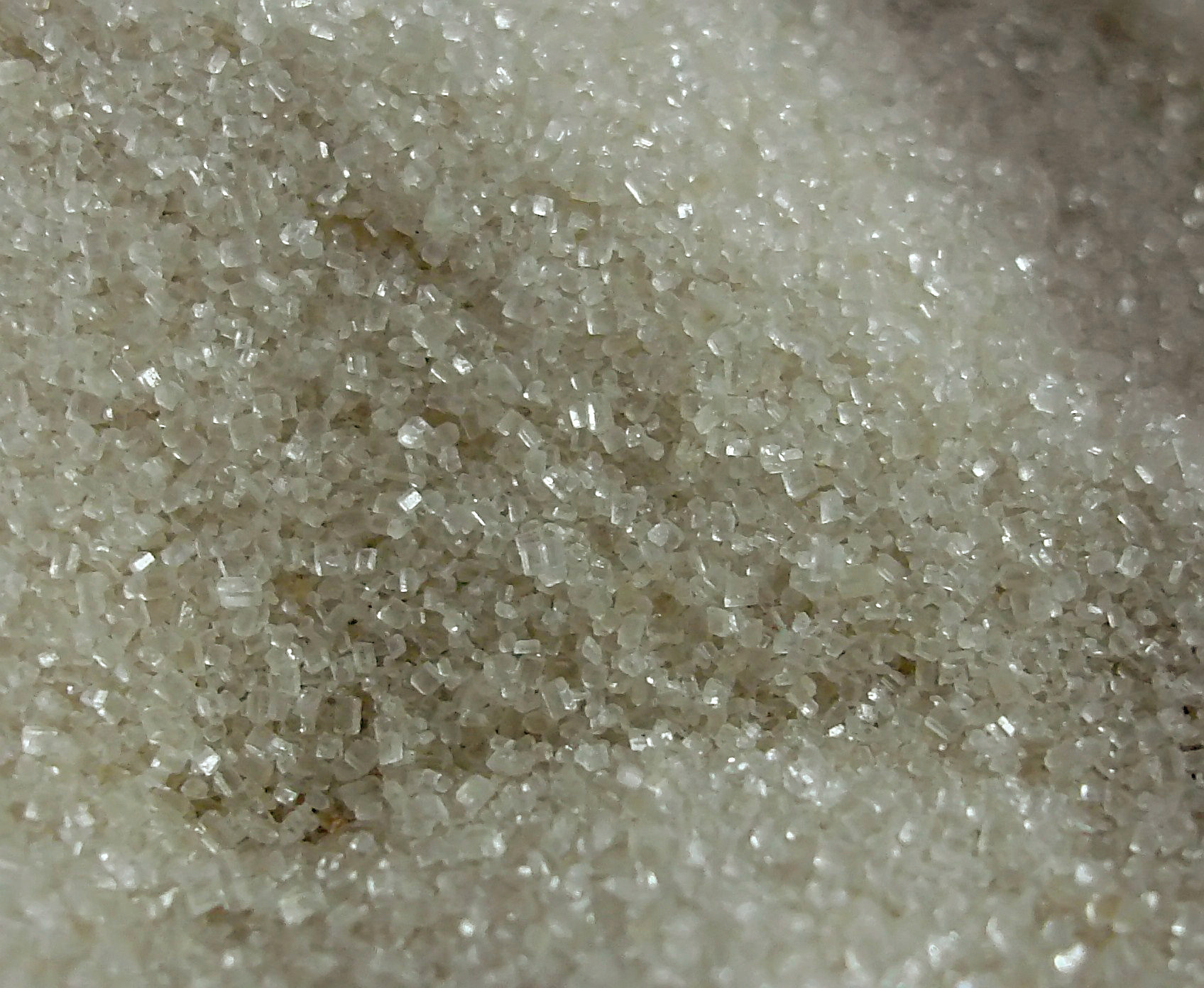
Detalhe de açúcar

Durante o reinado de Harsha (entre 606 e 647 d.C.), na Índia do Norte, enviados indianos para a China na época Tang ensinaram o cultivo de cana-de-açúcar depois que o imperador Li Shimin demonstrou interesse por açúcar. Pouco depois, a China estabeleceu cultivos de cana-de-açúcar no Século XVII. Documentos chineses confirmam ao menos duas missões chinesas para a Índia para obter tecnologias para o refino de açúcar, iniciadas em 647 d.C.
A cana-de-açúcar foi uma cultura de acesso limitado e açúcar uma mercadoria rara durante muito tempo. Os cruzados levaram açúcar para casa na sua volta à Europa após suas campanhas na Terra Santa, onde eles encontraram caravanas carregando "sal doce". No começo do século XII, Veneza adquiriu algumas vilas perto de Tiro e organizou propriedades rurais para produzir açúcar para exportar para a Europa, onde ele suplementou o mel como a única outra forma de adoçante. O cronista cruzado Guilherme de Tiro, escrevendo no final do século XII, descreveu o açúcar como "muito necessário para o uso e saúde da humanidade".
Celso Furtado afirma haver indicações de que os italianos participaram da expansão agrícola das ilhas portuguesas do Atlântico por volta do século XV. A técnica de produção açucareira já era difundida no Mediterrâneo e o produto refinado em Chipre era considerado de primeira classe, envolvendo segredos industriais. Tanto que, em 1612, o Conselho de Veneza ainda agia nesse sentido, proibindo a exportação de equipamentos, técnicos e capitais oriundos da indústria. Comerciantes de açúcar se tornaram ricos; Veneza, no auge de seu poder financeiro, foi o principal centro de distribuição e comércio de açúcar para a Europa.
No início do século XV, deu-se uma viragem importante na história do açúcar. O infante D. Henrique resolveu introduzir na Madeira a cultura agrícola da cana-de-açúcar. O projeto correu bem e, em breve, Portugal estaria a vender açúcar ao resto da Europa. Por outro lado, com a passagem do cabo da Boa Esperança, os Portugueses passaram a viajar para a Índia com bastante regularidade. Nesta época, os Portugueses tornaram-se, assim, os maiores negociantes de açúcar, e Lisboa a capital da refinação e comércio deste produto. Normalmente associa-se o açúcar a uma origem sul-americana. No entanto, terá sido apenas na altura dos Descobrimentos que a cana fez a sua viagem até este o continente americano. Foi Cristóvão Colombo o intermediário desta viagem, tendo levado alguns exemplares de cana-de-açúcar provenientes das Canárias para plantar em São Domingos, a actual República Dominicana.
A cultura de cana encontrou, no continente americano, excelentes condições para se desenvolver, e não foram precisos muitos anos para que, em praticamente todos os países americanos colonizados pelos europeus, os campos se cobrissem de cana-de-açúcar. Os navegadores portugueses apostaram nos solos férteis das terras brasileiras para instalar plantações gigantescas de cana cultivadas com mão de obra escrava, e a aposta foi bem-sucedida do ponto de vista financeiro. Os solos eram férteis e o clima, o mais adequado. Nesta época, na Europa, o açúcar era um produto de tal maneira cobiçado que foi apelidado de "ouro branco", tal era a riqueza que gerava.

### História moderna

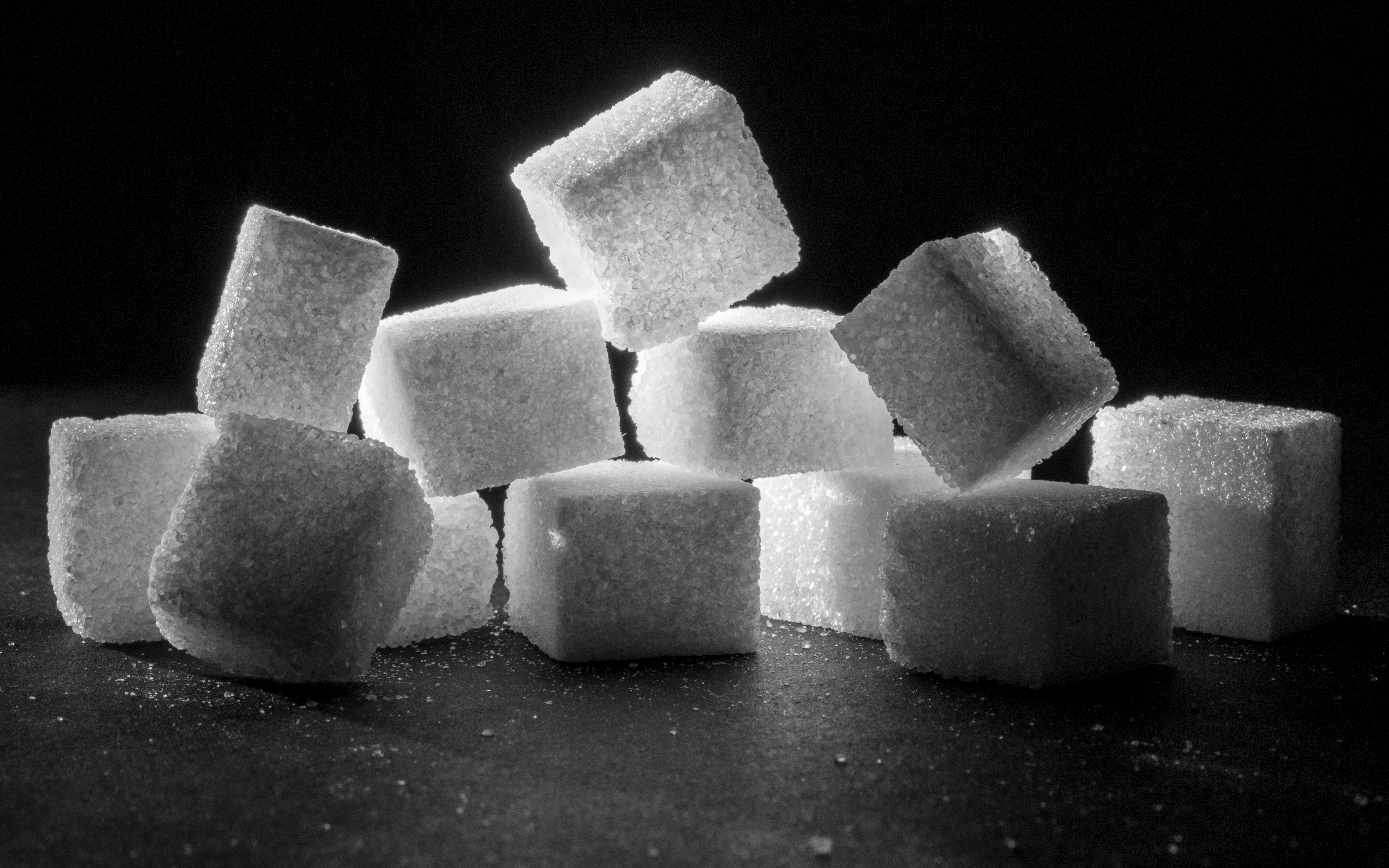
Cubos de açúcar

Em agosto de 1492, Cristóvão Colombo chegou a La Gomera, nas Ilhas Canárias, fazendo uma escala para reabastecimento de víveres, pretendendo inicialmente ficar apenas por quatro dias. Ele envolveu-se romanticamente com a governadora da ilha, Beatriz de Bobadilla y Ossorio, permanecendo por um mês. Quando Colombo finalmente zarpou, ela lhe deu brotos de cana-de-açúcar, que foram os primeiros a chegar ao Novo Mundo.
O açúcar foi um artigo de luxo na Europa antes do século XVIII. Tornou-se amplamente popular nesse século e tornou-se artigo de primeira necessidade no século XIX. Esta evolução de gosto e demanda pelo açúcar como ingrediente básico trouxe grandes mudanças sociais e econômicas. Causou, parcialmente, a colonização das ilhas e nações tropicais onde as plantações de cana com trabalho intensivo eram necessárias. A demanda por mão de obra barata para um trabalho pesado e desumano, foi um dos fatores para o crescimento do tráfico de escravos oriundos da África (e em particular da África Ocidental), seguido das modalidades de trabalho contratado com mão de obra oriunda do sul da Ásia (especialmente da Índia). Milhões de escravos e trabalhadores contratados foram trazidos para o Caribe, a Polinésia, a África Ocidental e Meridional, a América do Sul e o Sudeste Asiático. A mistura étnica atual de muitos países, criada nos dois últimos séculos, teve entre suas principais razões o açúcar.
O açúcar também levou a alguma industrialização em ex-colônias. Por exemplo, o tenente J. Paterson, servindo em Bengala, persuadiu o governo britânico que a cana-de-açúcar poderia ser cultivada na Índia britânica com numerosas vantagens e a um custo menor que nas Índias Ocidentais. Como resultado, várias usinas foram instaladas em Bihar, no leste da Índia.
Mais recentemente o açúcar tem sido fabricado em quantidades muito grandes em muitos países, principalmente da cana-de-açúcar e da beterraba. Em alimentos industrializados tem sido substituído pelo xarope de milho.

### A difusão do cultivo da cana-de-açúcar

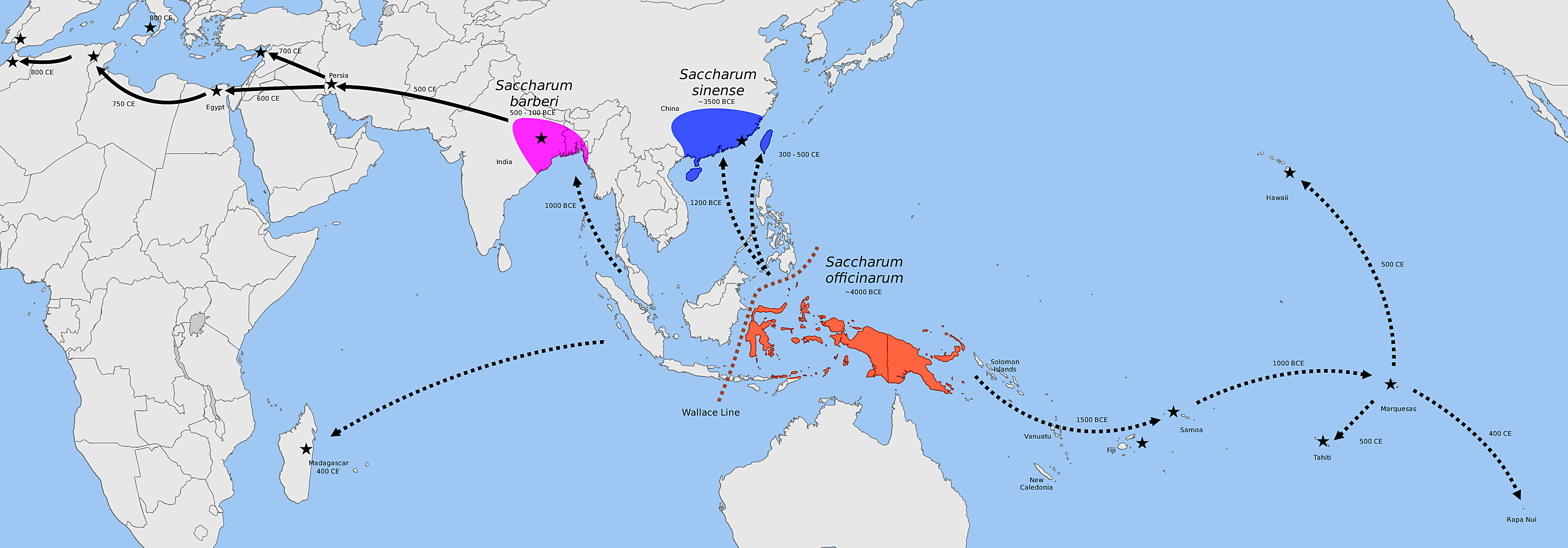
Mapa mostrando centros de origem de Saccharum officinarum na Nova Guiné, Saccharum sinensis no sul da China e Taiwan, e Saccharum barberi na Índia; setas pontilhadas representam introduções austronésicas

Existem dois centros de domesticação da cana-de-açúcar: um para Saccharum officinarum pelos papuas na Nova Guiné e outro para Saccharum sinensis pelos austronésios em Taiwan e no sul da China. Os papuas e os austronésios originalmente usavam principalmente a cana-de-açúcar como alimento para porcos domesticados. A propagação de Saccharum officinarum e Saccharum sinensis está intimamente ligado às migrações dos povos austronésios. Saccharum barberi só foi cultivado na Índia após a introdução de Saccharum officinarum.
Saccharum officinarum foi domesticado pela primeira vez na Nova Guiné e nas ilhas a leste da Linha Wallace pelos papuas, onde é o moderno centro de diversidade. Começando por volta de 6.000 AP, eles foram criados seletivamente a partir do nativo Saccharum robustum. Da Nova Guiné espalhou-se para oeste até às ilhas do Sudeste Asiático após contacto com os austronésios onde hibridizou com Saccharum spontaneum.
O segundo centro de domesticação é o sul da China continental e Taiwan, onde Saccharum sinensis foi o principal cultivo dos povos austronésios. Existem palavras para cana-de-açúcar nas línguas proto-austronésias em Taiwan, reconstruídas como *təbuS ou **CebuS, que se tornou *tebuh na língua proto-malaio-polinésio. Foi uma das principais culturas originais dos povos austronésios de pelo menos 5.500 anos AP. A introdução do Saccharum officinarum, mais doce, pode tê-lo substituído gradualmente em toda a sua área cultivada nas ilhas do Sudeste Asiático.

## Formas de apresentação da sacarose
- Açúcar mascavo ou açúcar mascavado (açúcar bruto): açúcar petrificado, de coloração variável entre caramelo e marrom, resultado da cristalização do mel-de-engenho, e ainda com grande teor de melaço.Também é chamado de açúcar moreno, açúcar bruto ou gramixó.[42]Diferentes tipos de açúcar (sentido horário a partir do canto superior esquerdo): cana branca refinada, não refinada, não processada, marrom

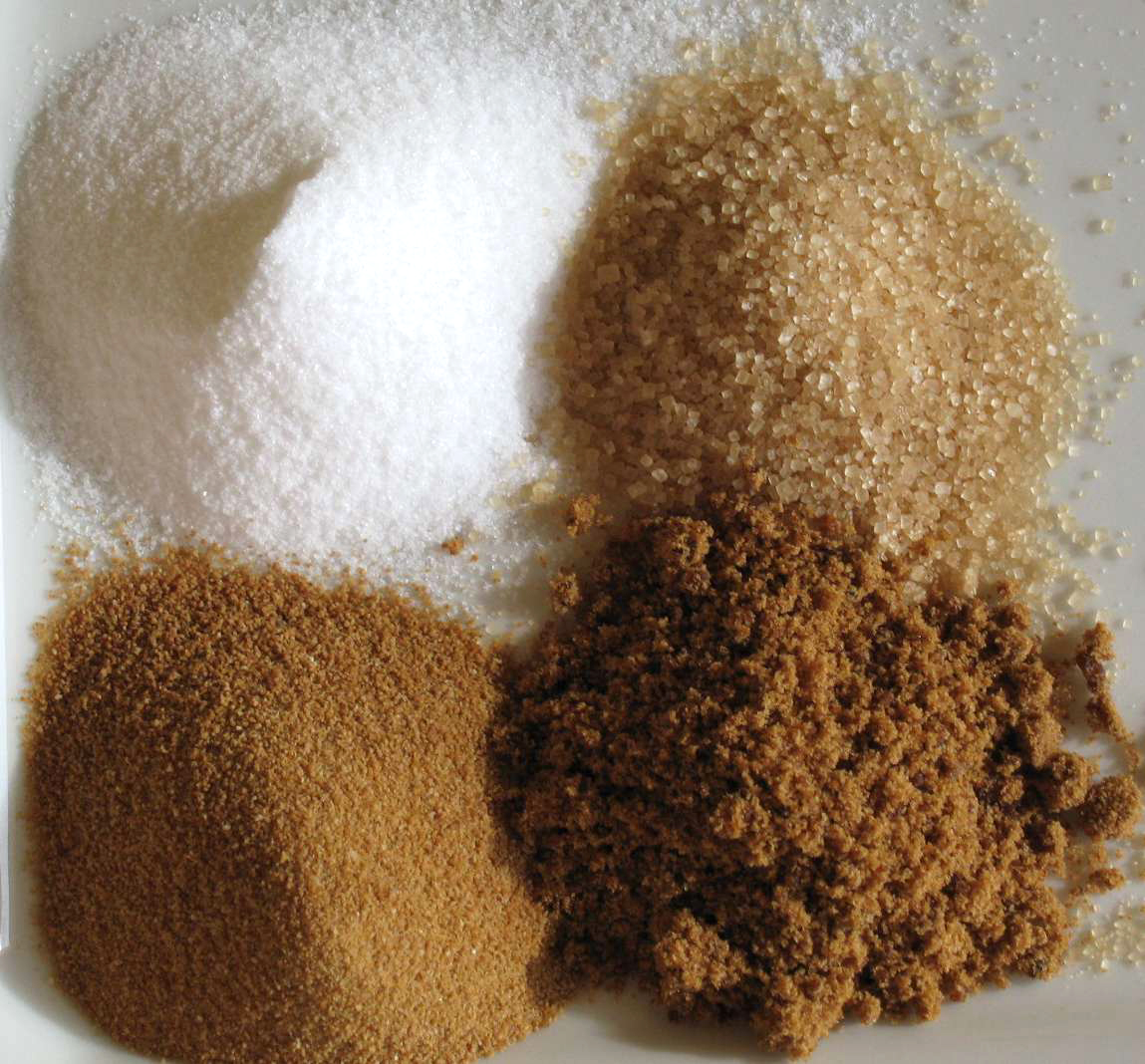
Diferentes tipos de açúcar (sentido horário a partir do canto superior esquerdo): cana branca refinada, não refinada, não processada, marrom

- Açúcar demerara: açúcar granulado de coloração amarela, resultante da purgação do açúcar mascavo, e com teor de melaço em sua composição, mais utilizado para exportação.
- Açúcar refinado granulado: puro, sem corantes, sem umidade ou empedramento e com cristais bem definidos e granulometria homogênea. O açúcar refinado granulado é muito utilizado na indústria farmacêutica, em confeitos, xaropes de excepcional transparência e mistura seca em que são importantes pelo aspecto, escoamento e solubilidade.[43]
- Açúcar refinado amorfo: com baixa cor, dissolução rápida, granulometria fina e brancura excelente, o refinado amorfo é utilizado no consumo doméstico, em misturas sólidas de dissolução instantânea, bolos e confeitos, caldas transparentes e incolores.
- Açúcar cristal: com cristais grandes e transparentes, difíceis de serem dissolvidos em água. Depois do cozimento passa apenas por um refinamento leve, que retira 90% dos sais minerais. Por ser econômico e render bastante, o açúcar cristal aparece com frequência em receitas de bolos e doces.
- Glaçúcar: o conhecido "açúcar de confeiteiro", com grânulos bem finos, cristalinos, produzido diretamente na usina, sem refino e destinado à indústria alimentícia, que o utiliza em massas, biscoitos, confeitos e bebidas.
- Xarope invertido: Com 1/3 de glicose, 1/3 de frutose e 1/3 de sacarose, solução aquosa com alto grau de resistência à contaminação microbiológica, que age contra a cristalização e a umidade. É utilizado em frutas em calda, sorvetes, balas e caramelos, licores, geleias, biscoitos e bebidas carbonatadas. O xarope de açúcar invertido pode ser facilmente feito adicionando água e aproximadamente um grama de ácido cítrico por quilograma de açúcar. O creme de tártaro (um grama por quilograma) ou suco de limão fresco (20 mililitros por quilograma) também pode ser usado.[44] (O suco de limão é de ácido cítrico de 5% a 6%, com uma quantidade insignificante de ácido ascórbico, por isso corresponderia a cerca de 20 gramas de suco de limão por quilograma de açúcar). A mistura é fervida para chegar a uma temperatura de 114 °C (237 °F)[44]  e converterá bastante sacarose para efetivamente prevenir a cristalização, sem dar um sabor sensivelmente amargo. O xarope de açúcar invertido também pode ser produzido sem o uso de ácidos ou enzimas apenas por meio de meios térmicos: duas partes de sacarose granulada e uma parte de água cozida em fogo baixo durante cinco a sete minutos converterá uma parcela modesta para açúcar invertido.
- Xarope simples ou açúcar líquido: transparente e límpido, é também uma solução aquosa, usada quando é fundamental a ausência de cor, caso de bebidas claras, balas, doces e produtos farmacêuticos.
- Açúcar orgânico: produto de granulação uniforme, produzido sem nenhum aditivo químico, tanto na fase agrícola como na industrial. Pode ser encontrado nas versões clara e dourada. Seu processamento segue princípios internacionais da agricultura orgânica e é anualmente certificado pelos órgãos competentes. Na produção do açúcar orgânico, todos os fertilizantes químicos são substituídos por um sistema integrado de nutrição orgânica para proteger o solo e melhorar suas características físicas e químicas. Evita-se doenças com o uso de variedades mais resistentes e combatem-se pragas (como a broca-da-cana) com seus predadores naturais – vespas, por exemplo.

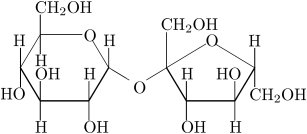
Representação química da molécula de sacarose, uma das formas de açúcar

## Processo de fabricação
A cana chega à usina em caminhões, que, após passarem pela balança e pelo laboratório PCTS (pagamento da cana pelo teor de sacarose), segue para a mesa alimentadora, onde a carroceria do caminhão é tombada com ajuda de um guindaste (hillo). A cana, então, é lavada e levada por esteiras para os picadores e pelos desfibradores com a finalidade de abrir o máximo possível das células da cana para aumentar a extração.
Logo em seguida, a cana desfibrada alimenta a moenda, onde é adicionada água quente (60 graus Celsius) para se extrair mais caldo.
A moenda é formada por um conjunto de terno (4 rolos: um de pressão, um de entrada, um superior e um de saída) cheios de frisos.
Convencionalmente, uma moenda possui 6 ternos (24 rolos). Após passar por todos os ternos, sobra um resíduo, o bagaço com humidade entre 48% a 51%, que é enviado às caldeiras para ser queimado e gerar calor necessário para se transformar a água em vapor de alta pressão, alimentando todo o processo de fabrico e destilação.
O caldo extraído do primeiro terno é enviado para a fábrica, pois contém mais sacarose; o caldo dos demais ternos é enviado para a destilaria.
O caldo primário passa por peneiras rotativas a fim de retirar bagaços bem pequenos (bagacinho); em seguida, é enviado para a sulfitação para retirar as substâncias da cana que dão ao caldo aquela cor escura e matar micro-organismos. Após isso, é enviado para a dosagem ou calagem, sendo adicionado cal (leite de cal) para se neutralizar o pH. A sacarose inverte a um pH 2,5 (a sacarose hidrolisa e quebra em glicose e frutose: C12 H22 O11 + H2O = C6 H12 O6 + C6 H12 O6). Precipita o SO2 com as substâncias que dão cor.
O caldo dosado, como assim o chamam após a calagem, é enviado ao aquecimento para matar outros micro-organismos que resistiram ao processo, e acelerar as reações.
Esse caldo aquecido (110 graus Celsius) passa pelo tanque flash, que remove os gases dissolvidos no caldo. Logo após, entra no decantador, ao qual é adicionado uma substância chamada polímero, que tem a ação de flocular as impurezas minerais e vegetais. Do decantador, é extraído, na parte inferior, o lodo, e enviado para o setor de filtragem da lodo (recuperação da sacarose). O caldo do decantador já clarificado passa pelas peneiras estáticas (com malha 200 furos por polegadas), que retêm outras impurezas e novamente o caldo passa por outro estágio: agora a concentração ou evaporação, que retira 75% da água contida no caldo. Já no fim desse processo, o caldo passa a se chamar xarope e é enviado para o cozimento.
Geralmente, o cozimento é de duas massas (A e B). O xarope entra na cozedor ou tacho ou vácuo (pois trabalha sob vácuo assim como evaporação a fim de não elevar a temperatura, derretendo assim os cristais). O xarope no cozimento de massa A precisa de um pé de cozimento ou começo (o magma, que sai da massa B). Esse cozedores possuem capacidades de 600 hectolitros ou bem mais e trabalham a uma temperatura de 60 graus Celsius por cerca de uma hora e meia, sendo, então, arriadaos (esvaziado o tacho).
A massa A é descarregada nos cristalizadores, que têm a função terminar o processo. Logo após é descarregada nas centrífugas bateladas (trabalham em ciclos) que, por força centrífuga, separam o mel mãe (mel rico e pobre). O açúcar branco sai e vai para a secagem. Já o mel rico retorna junto ao xarope. O mel pobre é enviado para o cozedor de massa B, que recuperará a sacarose não cristalizada. Nessa fase, é necessário se fazer a semeadura (2 litros de álcool anidro e 1 quilograma de açúcar, que forma uma pasta e que tem que ser uniforme para se evitar o empoeiramento. Os cristais pequenos serão diluídos na lavagem do açúcar na centrifugadora). No cozedor, após adicionada a semente, os cristais começam a crescer de tamanho, dando o formato dos comercializados. Do cozedor, sai a massa B, que passa pelos cristalizadores e centrífuga contínua (trabalha sem parar). Sai o magma e o mel final (enviado para a destilaria). O magma retorna no cozedor de massa B para novamente cristalizar a sacarose e servir como semente.
Esse processo é utilizado para os tipos de açúcar Demerara, VVHP, VHP, Cristal, Granulado e Refinado.
O açúcar granulado e refinado passa por mais outros processos de refinação: diluição, flotação, filtragem, descoloração, cozedor, batedeiras, secagem, peneiras para o tamanho e empacotamento.

## Consumo
Em muitas partes do mundo, o açúcar é uma parte importante da dieta humana, tornando os alimentos mais saborosos e fornecendo energia alimentar. Depois dos cereais e óleos vegetais, o açúcar derivado da cana-de-açúcar e da beterraba forneceram mais quilocalorias per capita por dia, em média, do que outros grupos de alimentos. De acordo com a FAO, uma média de 24 quilogramas de açúcar, o equivalente a mais de 260 calorias de alimentos por dia, foi consumida anualmente por pessoa de todas as idades em todo o mundo em 1999. Mesmo com o aumento das populações humanas, estimava-se que o consumo de açúcar deverá aumentar para 25,1 quilogramas por pessoa por ano até 2015.
Os dados recolhidos em várias pesquisas nacionais entre 1999 e 2008 mostram que a ingestão de açúcares adicionados diminuiu em 24 por cento, com quedas que ocorrem em todos os grupos de idade, etnia e renda.
| País           | 2007/08 | 2008/09 | 2009/10 | 2010/11 | 2011/12 | 2012/13 |
| -------------- | ------- | ------- | ------- | ------- | ------- | ------- |
| Índia          | 22 021  | 23 500  | 22 500  | 23 500  | 25 500  | 26 500  |
| União Europeia | 16 496  | 16 760  | 17 400  | 17 800  | 17 800  | 17 800  |
| China          | 14 250  | 14 500  | 14 300  | 14 000  | 14 400  | 14 900  |
| Brasil         | 11 400  | 11 650  | 11 800  | 12 000  | 11 500  | 11 700  |
| Estados Unidos | 9590    | 9473    | 9861    | 10 086  | 10 251  | 10 364  |
| Outros         | 77 098  | 76 604  | 77 915  | 78 717  | 80 751  | 81 750  |
| Total          | 150 855 | 152 487 | 153 776 | 156 103 | 160 202 | 163 014 |

O consumo per capita de açúcar refinado nos Estados Unidos tem variado entre 27 e 46 kg nos últimos 40 anos. Em 2008, o consumo total per capita americano de açúcar e adoçantes, excluídos os adoçantes artificiais, atingia 61,9 kg por ano. Isso consistia em 29,65 kg de açúcar refinado e 31 kg de adoçantes derivados de milho por pessoa.

## A produção de açúcar no Brasil
O Brasil, que possui uma longa relação com a cana desde a época colonial, transformou-se atualmente no maior produtor e exportador de açúcar do mundo, com os menores custos de produção, em consequência do uso de tecnologia e gestão de vanguarda. Metade da produção brasileira é exportada, o que gerou, no ano 2006, 6,1 bilhões de dólares dos Estados Unidos (6,1 mil milhões na escala curta) para a balança comercial. Exporta-se açúcar branco (refinado), cristal e demerara; há pelo menos cinco anos, a Rússia é o maior cliente do Brasil. A cana ocupa mais da metade das lavouras do estado de São Paulo (excluídas as pastagens), onde se fabricam quase dois terços de todo o açúcar brasileiro, sendo esse estado responsável por 70% das exportações brasileiras. Consomem-se, a cada ano, no Brasil, 52 quilogramas de açúcar per capita (a média mundial é de 22 quilogramas), utilizando a cana plantada em cerca de 9 milhões de hectares de terra.